# Jackeline Rentería
Jackeline Rentería Castillo (Cali, 23 febbraio 1986) è una lottatrice colombiana. Ha rappresentato la Colombia ai Giochi olimpici di Pechino 2008, Londra 2012 e Rio de Janeiro 2016, vincendo due medaglie di bronzo nei 55 kg.

## Palmarès
- Giochi olimpici

Pechino 2008: bronzo nei 55 kg.;
Londra 2012: bronzo nei 55 kg.;
- Mondiali

Parigi 2017: bronzo nei 63 kg.;
- Giochi panamericani

Rio de Janeiro 2007: oro nei 55 kg.;
Lima 2019: argento nei 62 kg.;
- Giochi centramericani e caraibici

Cartagena 2006: bronzo nei 59 kg.;
Mayagüez 2010: oro nei 59 kg.;
Veracruz 2014: oro nei 63 kg.;
Barranquilla 2018 : bronzo nei 62 kg.;